# Ludi Lin

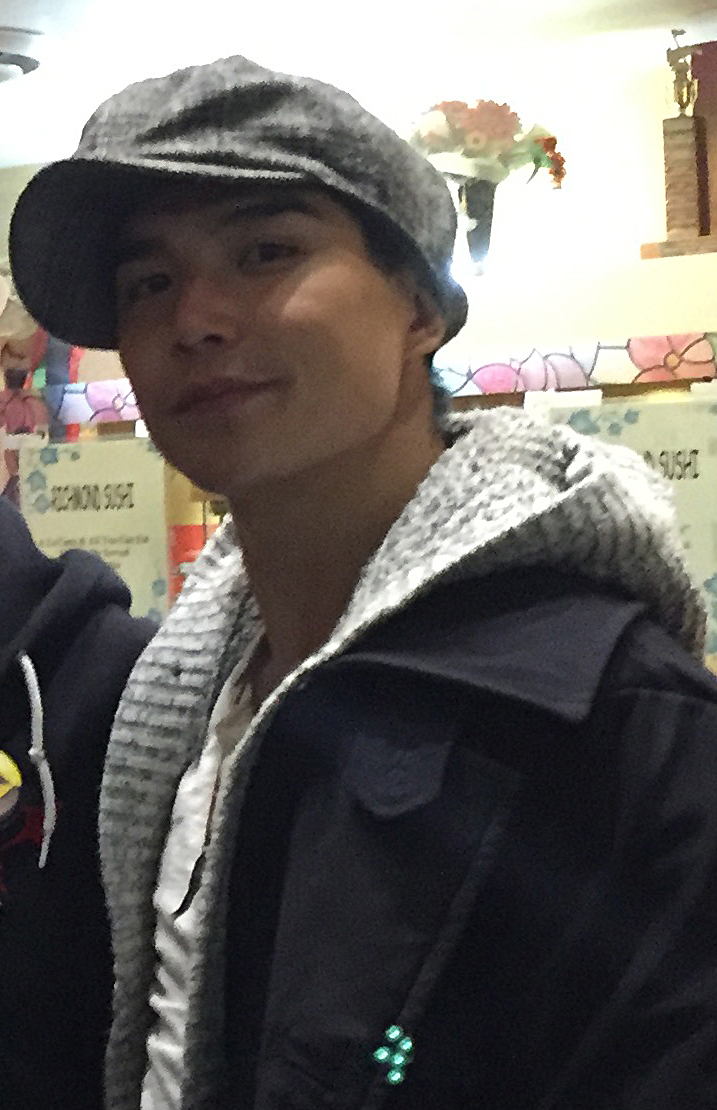
Ludi Lin (2016)

Ludi Lin (chinesisch 林路迪, Pinyin Lín Lùdí) (* 11. November 1987 in Fuzhou, Fujian) ist ein chinesisch-kanadischer Schauspieler.

## Leben
Ludi Lin wurde in Fuzhou in der Volksrepublik China geboren. Den größten Teil seiner Jugend verbrachte Lin in einem australischen Internat. In seinem letzten Jahr an der Highschool wanderte er nach Kanada aus. Dort besuchte er anschließend die renommierte University of British Columbia, an der er seine Schauspielausbildung begann. Dadurch erhielt er einige Auftritte in Theatern, unter anderem auch in Los Angeles. Auf Drängen seiner Mutter machte Lin seinen Bachelor-Abschluss in Diätetik.
Zwischen 2011 und 2012 drehte Lin einige Kurzfilme. 2012 konnte er sich eine Rolle in dem Lifetime-Fernsehfilm Holiday Spin sichern. Darin war er als Clayton an der Seite von Allie Bertram und Garrett Clayton zu sehen. Anschließend erhielt er eine Gastrolle in der Netflix-Fernsehserie Marco Polo und in dem chinesischen Fantasyfilm Monster Hunt. Im Oktober 2015 wurde Lin für die Hauptrolle des Zack Taylor / Schwarzer Ranger in dem für 2017 angekündigten Spielfilm Power Rangers gecastet. Der Film kam im März 2017 in die Kinos.

## Filmografie
- 2012: Holiday Spin (Fernsehfilm)
- 2014: Marco Polo (Fernsehserie, Episode 2x03)
- 2015: Monster Hunt
- 2017: Power Rangers
- 2018: Aquaman
- 2019: Black Mirror (Fernsehserie, Episode 5x01)
- 2020: Son of the South
- 2021: Mortal Kombat